# Nosaltres
Pour plus de détails, voir Fiche technique et Distribution.
Nosaltres est un film documentaire sénégalais réalisé en 2006.

## Synopsis
C’est l’histoire de deux communautés, l’une malienne et l’autre catalane, qui vivent ensemble depuis huit ans, sans s’être jamais adressé la parole. Deux communautés qui se croisent comme des ombres. C’est un film sur la peur de l’autre, de l’étranger. La mise en image d’un jour où ces deux communautés se sont rencontrées.

## Fiche technique
- Réalisation : Moussa Touré
- Production : Les Films du Crocodiles
- Scénario : Moussa Touré
- Image : Moussa Touré
- Son : Jordi Poch
- Musique : Ramón Solé
- Montage : Thierry, Cheik Touré, Madior